# Anna Czerwińska
Anna Czerwińska (ur. 10 lipca 1949 w Warszawie, zm. 31 stycznia 2023) – polska alpinistka i himalaistka, zdobywczyni sześciu ośmiotysięczników i Korony Ziemi.
Uczestniczyła w wyprawach wspinaczkowych m.in. z Wandą Rutkiewicz i Krystyną Palmowską. Z zawodu była doktorem nauk farmaceutycznych (obrona 1976), lecz od wielu lat nie pracowała w swoim zawodzie – porzuciła go dla gór, które były jej największą pasją. Prowadziła firmę, która sprowadzała z Indii ubrania, biżuterię oraz inne wyroby orientalne.

## Życiorys

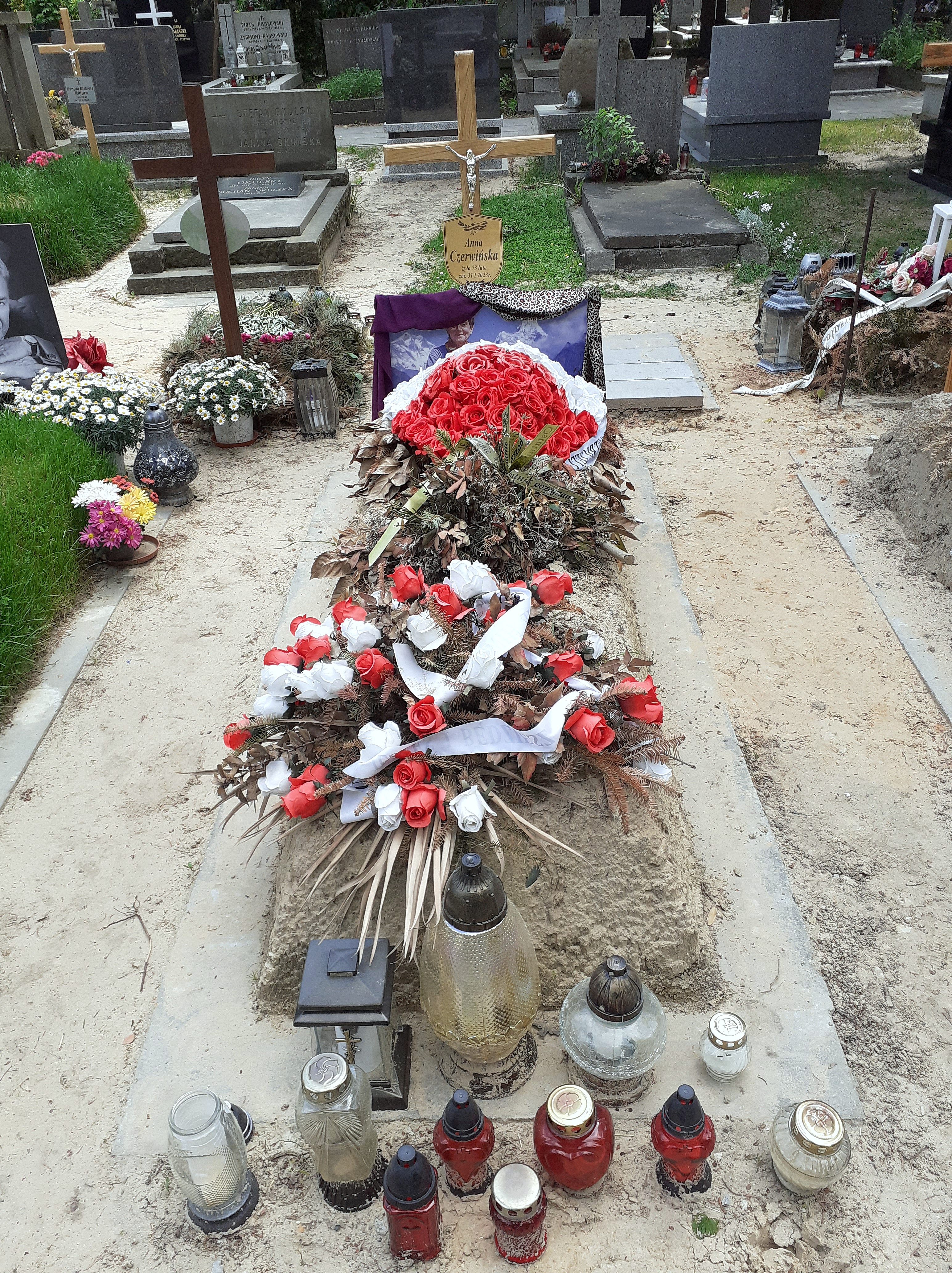
Grób Anny Czerwińskiej

Zainteresowała się wspinaczką w 1969, od tej pory wspinała się w górach, głównie w zespołach kobiecych. Z Krystyną Palmowską dokonała wielu przejść aż do czasu wycofania się jej ze wspinania. 
Początkowo uprawiała taternictwo, później zainteresowała się górami wyższymi: Alpami, Himalajami, Karakorum. Jej debiut przemierzania najwyższych gór miał miejsce w 1975 podczas wyprawy Ladies Expedition. Ekspedycja skończyła się dla Czerwińskiej kontuzją nogi, przez co alpinistka nie zrealizowała swojego celu. Do swoich planów powróciła w 1979, wspinając się na Rakaposhi. Po 1990 wycofała się z gór najwyższych i wróciła do nich w 1997.
Pod koniec maja 2000 jako trzynasta osoba z Polski, w tym druga kobieta po Wandzie Rutkiewicz stanęła na szczycie Mount Everestu. W latach 90. zdobywała kolejne najwyższe szczyty kontynentów. Wejściem na Everest skompletowała Koronę Ziemi jako druga osoba z Polski po Leszku Cichym. W momencie wejścia na Everest była najstarszą kobietą, która stanęła na tym szczycie.
Była autorką wielu artykułów w prasie górskiej (m.in. w „Taterniku”), a także kilkunastu książek.
Otrzymała członkostwo honorowe Polskiego Związku Alpinizmu. Postanowieniem Prezydenta RP Aleksandra Kwaśniewskiego z 9 grudnia 2003 została odznaczona Srebrnym Krzyżem Zasługi za zasługi dla polskiego taternictwa i alpinizmu, za popularyzowanie sportu wspinaczkowego. 
Laureatka Super Kolosa - wyróżnienie zostało przyznane przez Kapitułę Kolosów w 2018 "za całokształt dokonań wybitnej himalaistki, zdobywczyni sześciu ośmiotysięczników i pierwszej Polki, która osiągnęła Koronę Ziemi”.
W 2019 otrzymała Medal Kalos Kagathos. 
Została pochowana na Cmentarzu Wojskowym na Powązkach w Warszawie.

## Najważniejsze osiągnięcia wspinaczkowe

### Tatry
- direttissima północno-wschodniej ściany Kazalnicy Mięguszowieckiej (z Krystyną Palmowską)
- direttissima północno-wschodniej ściany Małego Młynarza (z Krystyną Palmowską)
- samotne przejście grani głównej Tatr (1991)

### Alpy
- północna ściana Matterhornu (1977, z Krystyną Palmowską)
- pierwsze kobiece przejście zimowe północnej ściany Matterhornu (1978, z Krystyną Palmowską, Wandą Rutkiewicz i Ireną Kęsą)

### Himalaje i Karakorum
- 1979 – Rakaposhi (7788 m n.p.m.), pierwsze kobiece wejście, nową drogą
- 30 czerwca 1983 – przedwierzchołek Broad Peak: Rocky Summit (8028 m), w dwuosobowym zespole kobiecym z Krystyną Palmowską (Palmowska weszła na główny wierzchołek)
- 15 lipca 1985 – Nanga Parbat (8126 m), w zespole kobiecym z Wandą Rutkiewicz i Krystyną Palmowską
- 1986 – dotarcie na K2 do wysokości ok. 8200 m, nową drogą do Magic Line, z Krystyną Palmowską i Januszem Majerem
- 21 maja 2000 – Mount Everest (8848 m), drugie polskie kobiece wejście
- 6 października 2000 – Shisha Pangma Middle (8013 m)
- 21 maja 2001 – Lhotse (8501 m), pierwsze polskie kobiece wejście
- 25 września 2001 – Czo Oju (8201 m)
- 2 sierpnia 2003 – Gaszerbrum II (8034 m)
- 25 maja 2006 – Makalu (8485 m), pierwsze polskie kobiece wejście

#### Zdobyte ośmiotysięczniki
- główne wierzchołki: Nanga Parbat, Mount Everest, Lhotse, Czo Oju, Gaszerbrum II, Makalu
- boczne wierzchołki: Broad Peak, Sziszapangma

### Korona Ziemi
Na podstawie źródła
- 1978 – Mont Blanc – Europa
- 1995 – Aconcagua – Ameryka Południowa
- 1995 – Kilimandżaro – Afryka
- 1996 – Denali (McKinley) – Ameryka Północna
- 1996 – Elbrus – Europa
- 1996 – Góra Kościuszki – Australia
- 1998 – Masyw Vinsona – Antarktyda
- 1999 – Jaya – Australia i Oceania
- 2000 – Everest – Azja

## Publikacje
- Zdobycie Gasherbrumów współautorka, "Sport i Turystyka", Warszawa 1979, ISBN 83-217-2255-5
- Trudna góra Rakaposhi, „Sport i Turystyka”, Warszawa 1982, ISBN 83-217-2375-6
- Broad Peak '83 tylko dwie, „Sport i Turystyka”, Warszawa 1989, ISBN 83-217-2658-5
- Nanga Parbat góra o złej sławie, „Sport i Turystyka”, Warszawa 1989, ISBN 83-217-2728-X
- Dwa razy Matterhorn z Krystyną Palmowską, „Sport i Turystyka”, Warszawa 1980, ISBN 83-217-2283-0
- Groza wokół K2, „Sport i Turystyka”, Warszawa 1990, ISBN 83-217-2781-6
- Korona Ziemi, „Prószyński i S-ka”, Warszawa 2000, ISBN 83-7255-710-1
- GórFanka. Moje ABC w skale i lodzie, Wyd. Annapurna, Warszawa 2008, ISBN 83-922866-6-9
- GórFanka. Na szczytach Himalajów, Wyd. Annapurna, Warszawa 2008, ISBN 978-83-922866-7-7
- GórFanka. W Karakorum 1979 – 1986, Wyd. Annapurna, Warszawa 2010, ISBN 978-83-61968-04-7
- GórFanka powraca w Karakorum, Wyd. Annapurna, Warszawa 2011, ISBN 978-83-61968-10-8
- GórFanka na himalajskiej ścieżce, Wyd. Annapurna, Warszawa 2012, ISBN 978-83-61968-15-3